# Molovata Nouă, Dubăsari
Molovata Nouă este un sat-reședință de comună în Raionul Dubăsari, Republica Moldova. Molovata Nouă se află pe malul stâng al fluviului Nistru. Alături de satul Roghi formează comuna Molovata Nouă, a cărei primar este Maria Gazea.

## Istoria satului
Satul Molovata Nouă a fost atestat în anul 1761. Legenda satului spune că o dată foarte demult pe când râul Nistru era cât un râuleț, doi pescari pescuiau unul pe o parte a Nistrului și altul pe cealaltă parte. Atunci, când cel din dreapta Nistrului a întrebat cum merge pescuitul, cel din stânga râului a răspuns în rusește „molovata”.De atunci și a fost numită localitatea „Molovata”, iar locuitorii numiți molovițeni.
Satul Molovata a fost unul printre primele localități din partea stîngă a Nistrului în care au fost construite primele biserici din lemn, este interesant faptul că fostul episcop al Hotinului, Amfilohii (1774-1779), venind în provincia Dubăsari, Gavril Banulescu Bodoni face 2 slujbe în biserica din satul Molovata.
Satul s-a construit pe malul Nistrului primind o așezare pitorească .A fost construită o biserică la „Hramul Sfintei Maria”, se spune că era una din cele mai frumoase biserici din împrejurime. Tot din spusele bătrânilor cunoaștem că slujbele în biserică le petrecea părintele Ilie Cleopa din România. Cu sistemul bolșevic biserica a fost închisă, apoi sfărâmată și pe locul ei construită actuala Casă de Cultură.
Satul are niște locuri cu denumirile lor, „Cotul Nistrului”, se numește astfel deoarece satul este așezat ca pe o peninsulă, „Râpa lui moș Manole" aici erau hotarele cu satul vecin Cocieri, actualmente este construit sanatoriul „Struguraș”.
„Capul dealului", de acolo de pe malul râului începea satul. „La Bairac”, o casă din afara satului, cândva locuise vreun bai.
În stânca din sat este un loc pe care-l numim „La uneri” acolo în toate timpurile istorice s-au dus lupte. „La lunci” se numea locul unde aveau oamenii grădinile în satul vechi. "La răni" unde apa Nistrului nu era adâncă. "În staniște" un loc mai înalt al satului unde se aduna lumea la adunări. „În chisc” se spune la locul din intrarea în sat deoarece e un loc mai înalt al satului (un pisc).
Anii 1929-1930 se formează colhozul unde intra mai multe sate megieșe:Cocieri,Corjova, Molovata Nouă, Roghi, Vasilevca, Președinte Guzinschi Dumitru Iacov. Mai târziu când se despart de satul Corjova președinte devine Sultan Evstatii Zahar.

## Geografie
Satul Molovata Nouă este situată la altitudinea de 54 metri față de nivelul mării. Are o suprafață de circa 1,60 kilometri pătrați, cu un perimetru de 7,52 km. Se află la distanța de 8 km de orașul Dubăsari și la 58 km de Chișinău.

## Populație
Conform recensământului din anul 2004, au fost înregistrați 1.851 de locuitori: 902 bărbați și 949 femei.
În comuna Molovata Nouă au fost înregistrate 600 de gospodării casnice în anul 2004, iar mărimea medie a unei gospodării era de 3,1 persoane.
| Nationalitate    | Număr de locuitori | % de Locuitori |
| ---------------- | ------------------ | -------------- |
| Moldoveni/Români | 1824               | 98,54          |
| Ucraineni        | 4                  | 0,22           |
| Ruși             | 17                 | 0,92           |
| Găgăuzi          | 2                  | 0,11           |
| Altele           | 4                  | 0,22           |

## Personalități locale
- Anatol Codru (n. 1936 - d. 17 august 2010), poet, eseist, traducător, regizor de film, academician
- Victor Beșleaga - actor
- Andrei Timuș (n. 18 octombrie 1921 – d. 12 februarie 2018) - academician, membru corespondent al Academiei de Științe a Moldovei, primul director al Televiziunii Naționale